# Elgin (Québec)
Pour les articles homonymes, voir Elgin.
Elgin est une municipalité québécoise dans la municipalité régionale de comté (MRC) du Haut-Saint-Laurent, située dans la région administrative de la Montérégie au sud du pays du Suroît.

## Histoire
La municipalité est nommée d'après Lord Elgin (James Bruce, 8e comte d'Elgin (1812-1863), qui fut gouverneur général du Canada de 1847 à 1854. C'est lui qui permit l'établissement d'un gouvernement responsable au Canada en 1847 en diminuant l'intervention de la Grande-Bretagne dans les affaires canadiennes et en donnant un réel pouvoir aux élus du peuple. Le 21 mars 2009, Elgin changea son statut de municipalité de canton pour celui de municipalité. La municipalité de canton d'Elgin est constituée le 1er juillet 1855. 

## Géographie
La municipalité d'Elgin se trouve au sud du pays du Suroît dans la municipalité régionale de comté (MRC) du Haut-Saint-Laurent. Son territoire prend la forme d'un triangle par la rivière Châteauguay, la rivière Trout et la frontière américaine. La superficie totale est de 69,51 km2, dont 69,15 km2 terrestres. Son territoire est délimité Le territoire de la municipalité est généralement plat et ne s'élève pas à plus de 100 mètres d'altitude. La municipalité se compose de trois lieux-dits, Glenelm, Beith et Kelvingrove et d'un hameau, Trout River.
Trout River fut connu sous le nom de South Hinchinbrooke à partir de 1848 et sous le nom d'Helena de 1871 à 1917. La rivière Trout fut connue jadis sous le nom de rivière à la Truite avant d'acquérir, à force d'usage, le nom qu'on lui connaît maintenant. Cette dernière délimite l'ouest de la municipalité en coulant vers le nord-est jusqu'à sa confluence avec la rivière Châteauguay qui en délimite l'est en coulant vers le nord.

## Démographie
| 1991 | 1996 | 2001 | 2006 | 2011 | 2016 | 2021 |
| ---- | ---- | ---- | ---- | ---- | ---- | ---- |
| 469  | 448  | 449  | 458  | 401  | 394  | 389  |

## Administration
Le conseil municipal comprend le maire et six conseillers. Les élections municipales ont lieu tous les quatre ans en bloc et sans division territoriale. La mairesse Deborah Stewart est réélue en 2013 avec 81,8 % des voix et un taux de participation de 73,1 %. Elgin fait partie de la circonscription électorale d'Huntingdon à l'Assemblée nationale du Québec et est rattaché à la circonscription de Beauharnois-Salaberry à la Chambre des communes du Canada.
| Fonction | 2005-2009 | 2009-2013 | 2013-2017                                                                                     |
| --- | --------- | --- | --------------------------------------------------------------------------------------------- |
| Maire | .         | Jean-Pierre Proulx* Deborah Stewart**                                                                                                | Deborah Stewart                                                                               |
| Conseillers | .         | Mitchell (Archie) Blankers Louise Charlebois** David Drummond James Graw Ben Lecluse* Diane L'Écuyer* James Quinn* Matthew Wallace** | Donald Bergevin Mitchell Blankers Louise Charlebois James Graw David Drummond Matthew Wallace |
| (Entre parenthèses) Proportion des voix. (a) Élu sans opposition. * Élu au début du terme mais ayant quitté avant la fin du terme. ** Non élu au début du terme mais en cours de terme. |           | |                                                                                               |

| Elgin Maires depuis 2001                                                                                             |                    |         |          |
| Élection | Maire              | Qualité | Résultat |
| 2001 | Noëlla Daoust      |         | Voir     |
| 2005 | Jean-Pierre Proulx |         | Voir     |
| 2009 | Deborah Stewart    |         | Voir     |
| 2013 | Deborah Stewart    | Voir    |          |
| 2017 | Deborah Stewart    | Voir    |          |
| 2021 | Deborah Stewart    | Voir    |          |
| Élection partielle en italique Depuis 2005, les élections sont simultanées dans toutes les municipalités québécoises |                    |         |          |

## Urbanisme

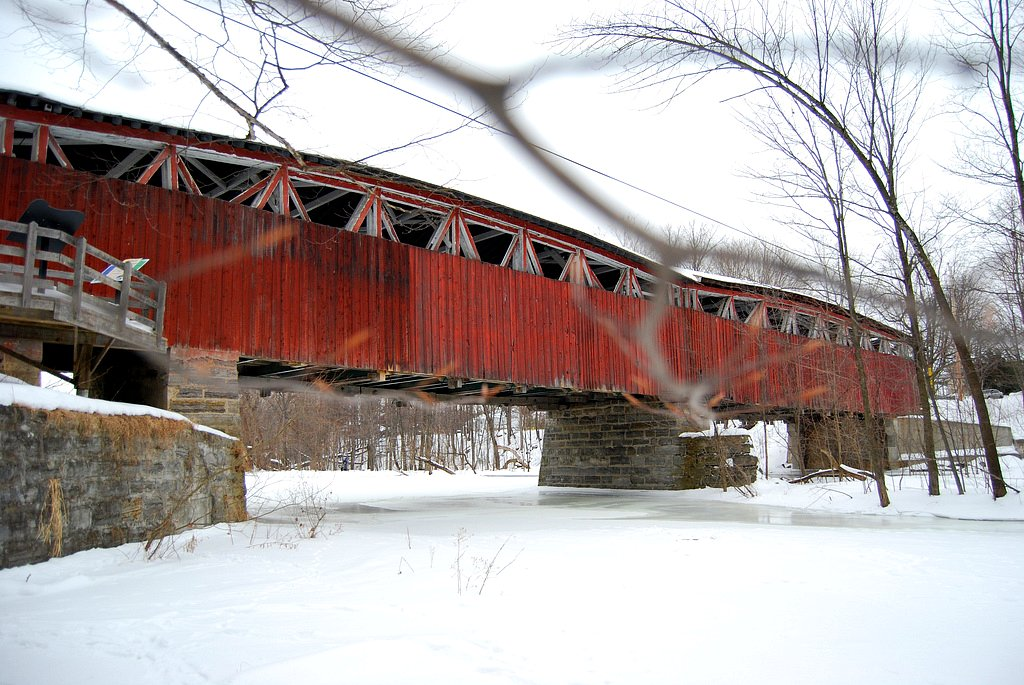
Pont de Powerscourt

La route 138 dessert l'extrémité ouest de la municipalité, tandis que le reste du territoire est traversé d'ouest en est par les chemins Gilmore, de la Première, Deuxième, Troisième et Quatrième Concession, ainsi que du nord au sud par les montées Morrisson, Smaill, Wattie, Shearer, Jamieson et les chemins Paul, Watson et Flynn.
Le pont de Powerscourt, le plus ancien pont couvert au Canada, est situé sur le chemin de la Première-Concession et donne accès à Hinchinbrooke, sur l'autre rive de la rivière Châteauguay. On retrouve un camp scout à proximité du pont.
L'hôtel de ville et le cimetière presbytérien sont situés sur le chemin de la Deuxième Concession, tout comme le centre communautaire Kelso, qui loge dans l'ancienne église presbytérienne de la municipalité, fermée au culte dans les années 1980.
La MRC du Haut-Saint-Laurent offre un service de taxibus sur réservation et de transport adapté, à destination des autres municipalités de la MRC.